# Zoločiv (město)
Zoločiv (ukrajinsky Зо́лочів, polsky Złoczów, rusky Золочев – Zoločev) je město ve Lvovské oblasti na západní Ukrajině. Leží východně od Lvova a v roce 2004 mělo zhruba 23 tisíc obyvatel.

## Rodáci
- Naftali Herz Imber – židovský básník, autor textu izraelské hymny
- Weegee – americký reportážní fotograf